# Kingston Springs
Kingston Springs is een plaats (town) in de Amerikaanse staat Tennessee, en valt bestuurlijk gezien onder Cheatham County.

## Demografie
Bij de volkstelling in 2000 werd het aantal inwoners vastgesteld op 2773.
In 2006 is het aantal inwoners door het United States Census Bureau geschat op 2925, een stijging van 152 (5,5%).

## Geografie
Volgens het United States Census Bureau beslaat de plaats een oppervlakte van
25,3 km², geheel bestaande uit land. Kingston Springs ligt op ongeveer 168 m boven zeeniveau.

## Plaatsen in de nabije omgeving
De onderstaande figuur toont nabijgelegen plaatsen in een straal van 24 km rond Kingston Springs.